# Cinara juniperensis
Cinara juniperensis är en insektsart som först beskrevs av David D. Gillette och Palmer 1925.  Cinara juniperensis ingår i släktet Cinara och familjen långrörsbladlöss. Inga underarter finns listade i Catalogue of Life.